# Tadeusz M. Jaroszewski

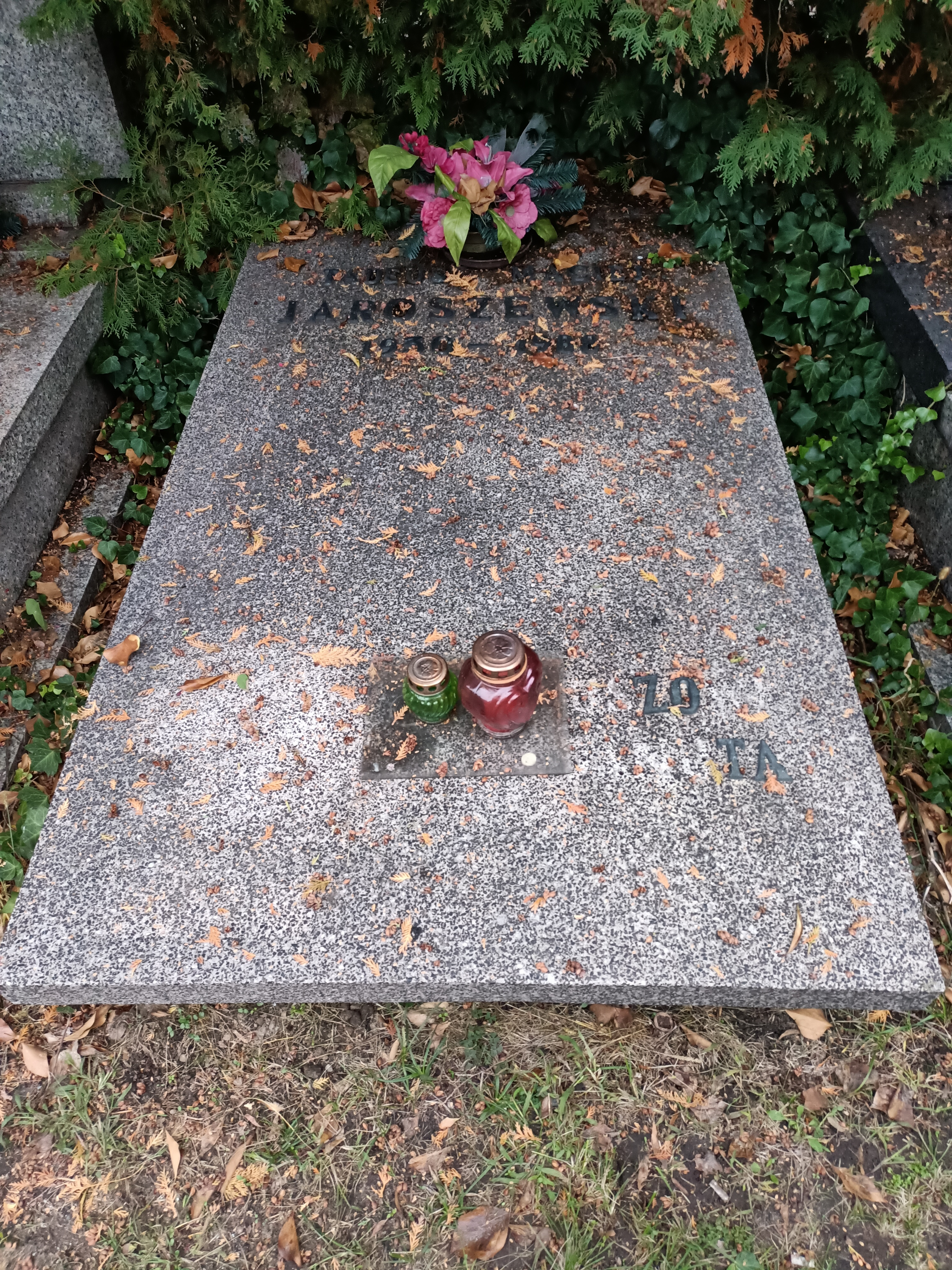
Grób Tadeusza Jaroszewskiego na Cmentarzu Wojskowym na Powązkach

Tadeusz Maciej Jaroszewski (1930-1988) – polski filozof i religioznawca marksistowski, profesor nauk humanistycznych.
W latach 1976-1981 dyrektor Instytutu Filozofii i Socjologii PAN. Prezes Zarządu Głównego Towarzystwa Krzewienia Kultury Świeckiej.
Działacz PZPR. W latach 1968-1971 zastępca członka, w latach 1971-1980 członek Komitetu Centralnego PZPR, a w latach 1980-1981 członek Centralnej Komisji Rewizyjnej PZPR. Był członkiem Rady Redakcyjnej organu teoretycznego i politycznego KC PZPR Nowe Drogi, a w latach 80. także Komisji Ideologicznej KC PZPR.
Pochowany na Cmentarzu Wojskowym na Powązkach w Warszawie (kwatera C39-8-3).

## Publikacje
- Filozofia marksistowska. Podręcznik akademicki, Warszawa: Państ. Wydaw. Naukowe, 1975.
- Filozofia społeczna i doktryna polityczna Kościoła Katolickiego, Warszawa: Wyższa Szkoła Nauk Społecznych przy KC PZPR, 1965.
- Filozoficzne problemy współczesnego chrześcijaństwa, Warszawa: Państwowe Wydawnictwo Naukowe, 1973.
- Humanizm socjalistyczny (red.), Warszawa: „Książka i Wiedza”, 1980.
- Kierunki walki o laicyzację życia społecznego w Polsce (tezy referatu), Warszawa: Zarząd Główny Towarzystwa Szkoły Świeckiej, 1961.
- Kościół a świat współczesny. Uwagi o soborowej konstytucji „Gaudium et spes”, Warszawa: Centralny Ośrodek Doskonalenia Kadr Laickich, 1967.
- Laicyzacja, Warszawa: „Iskry”, 1966.
- Leninizm a problemy współczesnej filozofii, Warszawa: Polska Akademia Nauk, 1970.
- Marksiści i katolicy. Perspektywy dialogu, Warszawa: „Książka i Wiedza”, 1988.
- Osobowość i własność. Ideał struktury ekonomicznej i społecznej w ujęciu personalizmu neotomistycznego, Warszawa: „Książka i Wiedza”, 1965.
- Osobowość i wspólnota. Problemy osobowości we współczesnej antropologii filozoficznej, Warszawa: „Książka i Wiedza”, 1970.
- Podstawy marksistowskiego światopoglądu : materiał pomocniczy dla Zespołów Kształcenia Ideologicznego, Warszawa: Książka i Wiedza, 1987.
- Problemy upowszechniania marksistowskiego poglądu na świat. Referat wygłoszony na VIII Plenum ZG TKKŚ, Kraków: Towarzystwo Krzewienia Kultury Świeckiej, 1977.
- Problemy upowszechnienia marksistowskiego poglądu na świat, Warszawa: Młodzieżowa Agencja Wydawnicza, 1977.
- Pytania i odpowiedzi : ideologia, polityka, gospodarka, handel zagraniczny, rolnictwo, sprawy międzynarodowe, [Warszawa]: „Książka i Wiedza”, 1969.
- Renesans scholastyki, jego źródła społeczne i intelektualne, Warszawa: „Książka i Wiedza”, 1961.
- Rozważania o praktyce : wokół interpretacji filozofii Karola Marksa, Warszawa: Państwowe Wydawnictwo Naukowe, 1974.
- Słownik filozofii marksistowskiej, Warszawa: „Wiedza Powszechna”, 1982.
- Społeczno-ideologiczne aspekty rewolucji naukowo-technicznej, Gdańsk: Wojewódzki Ośrodek Propagandy Partyjnej przy KW PZPR, 1971.
- Strukturalizm a marksizm, Warszawa: „Książka i Wiedza”, 1969.
- Tradycje i współczesność klerykalizmu politycznego, Warszawa: TKKŚ, 1986.
- Traktat o naturze ludzkiej, Warszawa: „Książka i Wiedza”, 1980.
- Der „verlassene” Mensch Jean Paul Sartres, Berlin: Akad.- Verl., 1975.
- Die wachsende Rolle der Arbeiterklasse in den sozialistischen Ländern, Berlin: Dietz, 1974.
- Wokół encykliki Populorum progressio, Warszawa: Centralny Ośrodek Doskonalenia Kadr Laickich, 1968.
- Wybrane problemy filozofii marksistowskiej. Zbiór opracowań, Warszawa: „Książka i Wiedza”, 1972, 1973.
- Wybrane zagadnienia dialektyki marksistowskiej, Warszawa: Wyższa Szkoła Nauk Społecznych przy KC PZPR, 1960.
- Wybrane zagadnienia dialektyki marksistowskiej. Skrypt wykładu, Warszawa: Wyższa Szkoła Nauk Społecznych przy KC PZPR, 1961[1]

## Odznaczenia i wyróżnienia
- Order Sztandaru Pracy II klasy
- Krzyż Komandorski Orderu Odrodzenia Polski
- Krzyż Kawalerski Orderu Odrodzenia Polski
- Złota Odznaka Honorowa Towarzystwa Przyjaźni Polsko-Radzieckiej (1968)[5]
- Nagroda "Miesięcznika Literackiego" (1971) za książkę "Osobowość i wspólnota" ("Książka i Wiedza")[6]
- Nagroda "Trybuny Ludu" (1974)[7].
- Nagroda im. Tadeusza Kotarbińskiego (nadana pośmiertnie przez Towarzystwo Krzewienia Kultury Świeckiej w 1989)[8]

## Źródła
- "Trybuna Ludu", nr 143, 21 czerwca 1988, s. 9.